# Късен период на Древен Египет
Късният период на Древен Египет се отнася до последния разцвет на местни египетски владетели след третия междинен период от 26-а династия към персийските завоевания и завършва с превземането от Александър Велики. Той обхваща периода от 664 г. пр. Хр. до 332 г. пр. Хр.
Този период често се разглежда като последно издихание на някога една велика култура, през който мощта на Египет е отслабена.
| Портал | Портал „Африка“ съдържа още много статии, свързани с Африка. Можете да се включите към Уикипроект „Африка“. |